# Ámico

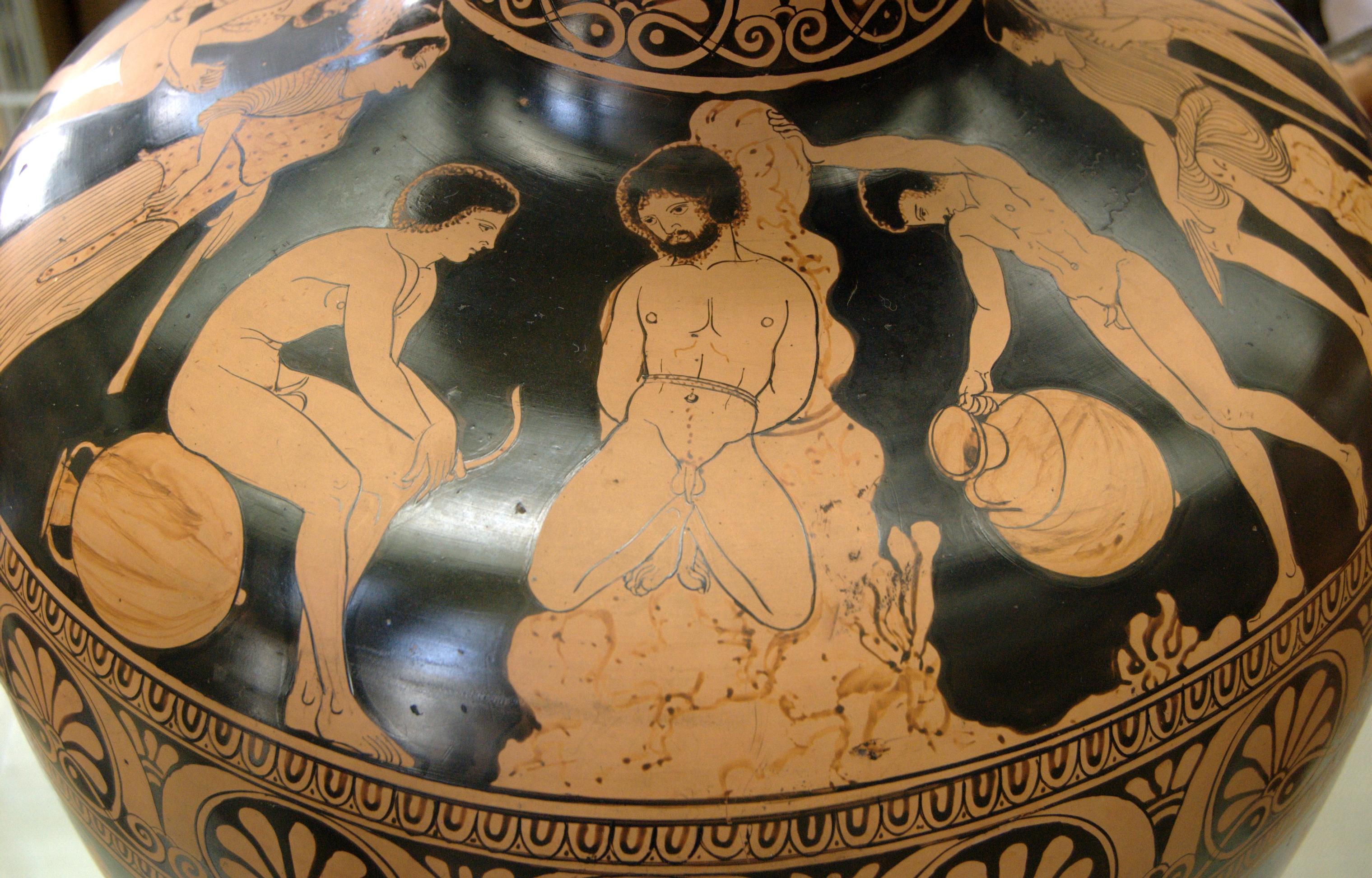
Ámico castigado, representado en una vasija datada entre el año 425 y el 400 a. C.: una hidria lucana y de figuras rojas, que son obra del llamado Pintor de Ámico; la pieza se conserva en el Departamento de Medallas^{ } de la BNF.

En la mitología griega, Ámico, hijo de Poseidón y de la ninfa Melia, era el rey de los bebricios, pueblo tracio de la Bitinia. Fue famoso en su tiempo por su gran fuerza y su destreza en la lucha a cesto. Afición que heredó su hijo Butes (no debe confundirse con Butes padre de Erix). Fue derrotado y muerto por Pólux en la expedición de los argonautas. 